# Михайлівка (Великобурлуцька селищна громада)
Миха́йлівка — село в Україні, у Великобурлуцькій селищній громаді Куп'янського району Харківської області. Населення становить 103 осіб. Орган місцевого самоврядування — Великобурлуцька селищна рада.

## Географія
Село Михайлівка знаходиться на річці Великий Бурлук, вище за течією знаходиться село Шевченкове, нижче за течією — села Буряківка і Заміст, на шляху до Буряківки — колишнє селище Гнилиця, поруч залізнична станція Гнилиця.
У селі лише одна вулиця - Річна.

## Історія
12 червня 2020 року, відповідно до розпорядження Кабінету Міністрів України № 725-р «Про визначення адміністративних центрів та затвердження територій територіальних громад Харківської області», Новоолександрівська сільська рада об'єднана з Великобурлуцькою селищною громадою.
19 липня 2020 року, в результаті адміністративно-територіальної реформи та ліквідації Великобурлуцького району, село увійшло до складу Куп'янського району Харківської області.
24 лютого 2022 року почалася російська окупація села.
11 вересня 2022 року під час слобожанського контрнаступу Збройних сил України від російських окупантів звільнено населені пункти Великобурлуцької селищної територіальної громади.